# Cosina
Cosina Co., Ltd. (jap. 株式会社コシナ Kabushiki-gaisha Koshina) – japoński producent aparatów i obiektywów fotograficznych z siedzibą w Nakano (prefektura Nagano) w Japonii.
Cosina jest sukcesorem Nikō, firmy wytwarzającej soczewki założonej w 1959 roku. W 1966 firma zaczęła produkować aparaty małoobrazkowe i kamery 8mm, a w 1969 – lustrzanki. W 1973 roku nazwa została zmieniona z Nikō na Cosina.
Firma produkowała aparaty dla czołowych producentów sprzętu fotograficznego na świecie (m.in. Nikona). Obecnie koncentruje się na wytwarzaniu obiektywów (pod marką Voigtländer oraz dla Zeissa). Produkuje też dalmierzowe aparaty fotograficzne Voigtälnder Bessa oraz Zeiss Ikon.
Aparat kompaktowy firmy Cosina typu CX-1 stał się wzorem dla aparatu Łomo LC-A (Łomo-Kompakt-Automat).

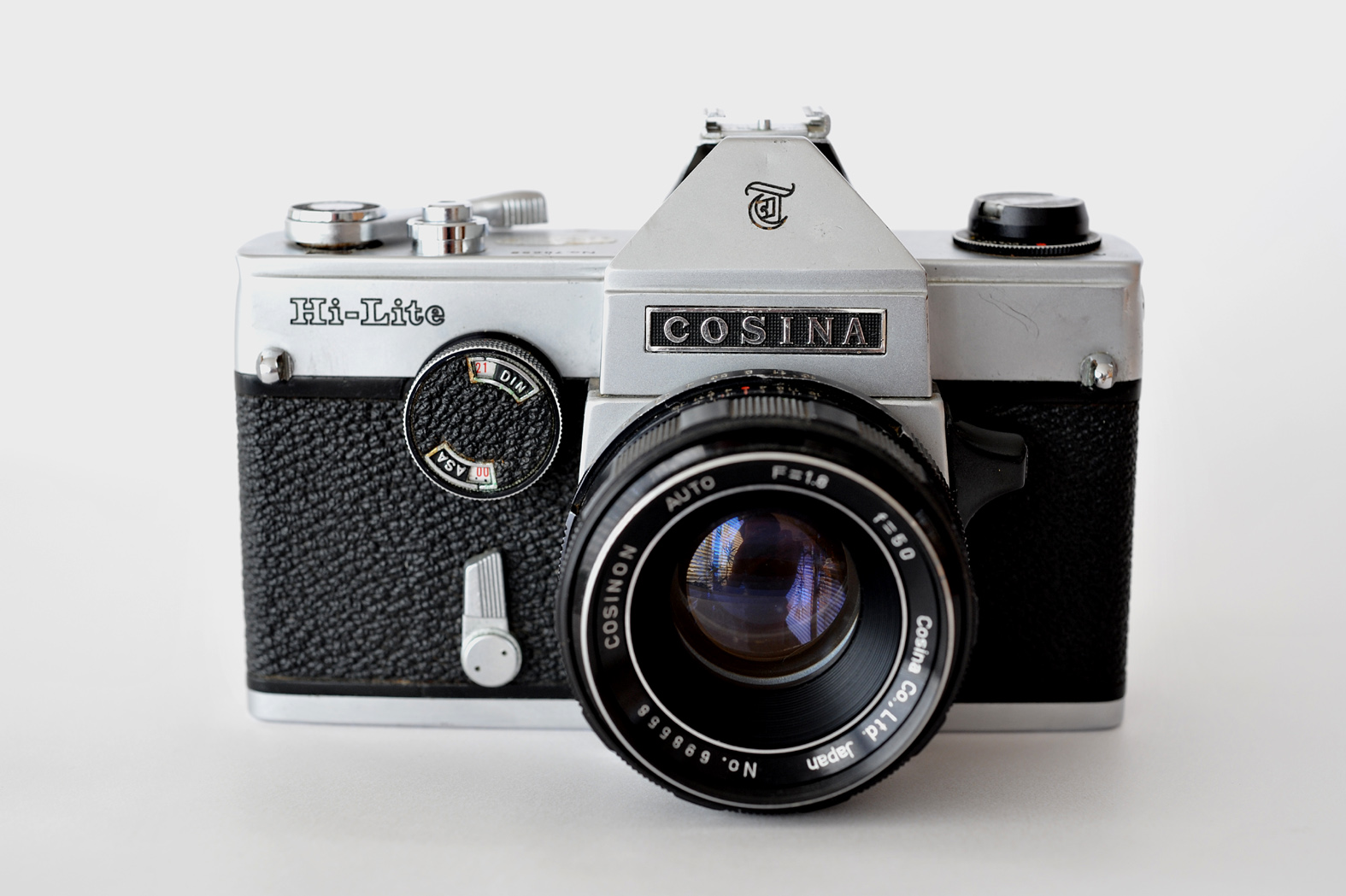
Cosina Hi-Lite
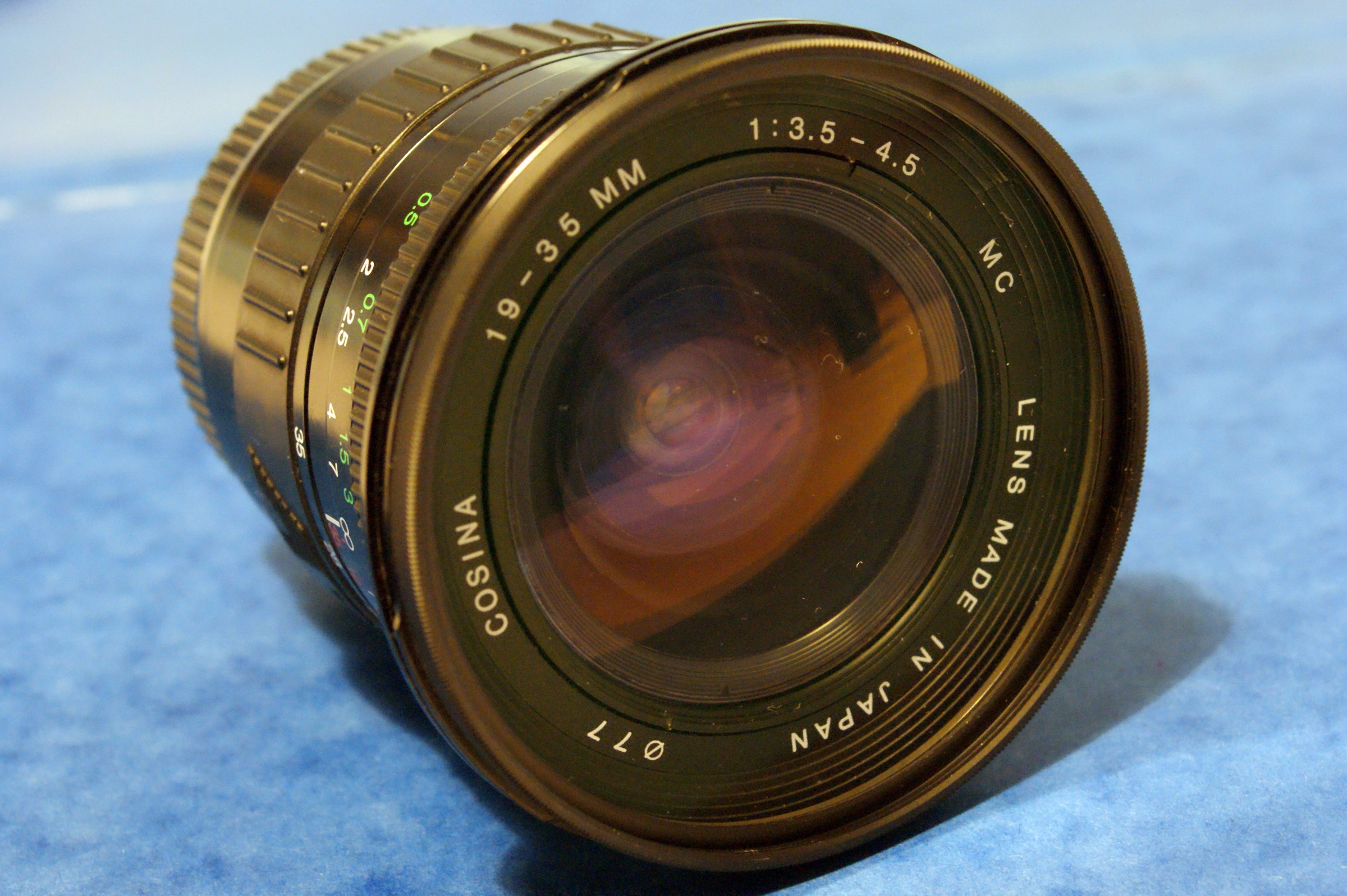
Obiektyw Cosina 19-35 f/3.5-4.5